# 최명경 (야구 선수)
최명경(2001년 6월 14일 ~ )은 KBO 리그 LG 트윈스의 2루수이다. 외야수도 볼수 있다.

## LG 트윈스시절
2024년에 입단하였다. 2024년 6월 9일 kt wiz와의 경기에 대수비로 데뷔 첫 경기를 치렀고, 데뷔 첫 타석에서 데뷔 첫 안타를 기록하였다.

## 출신 학교
- 여수서초등학교
- 여수중학교
- 순천효천고등학교
- 동아대학교